# Arild Huitfeldt
Arild Huitfeldt, född den 11 september 1546, död den 16 december 1609, var en dansk ämbetsman, brorson till Poul Huitfeldt.

## Biografi
Huitfeldt var 1573–80 förste sekreterare i kansliet, blev 1586 riksråd och 1595 rikskansler. Som systerson till Herluf Trolle var han sedan 1583 styresman för Herlufsholm. Huitfeldt var en ivrig främjare av vetenskaperna, utgav flera äldre lagar och krönikor samt författade själv Danmarks Riges Krønike (till år 1559) med tillhörande biskopskrönika (10 band, 1595–1604, ny upplaga, i 2 folioband, 1650–52). 
Han började med att skriva Kristian III:s krönika, gick sedan baklänges och slutade med den äldsta tiden; framställningen är kronologisk med en mängd inskjutna aktstycken, som Huitfeldt hade tillgång till på grund av sin ställning och som delvis inte längre finns i behåll. En alltjämt läsvärd monografi är Holger Rørdams "Historieskriveren Arild Hvitfeldt" (1896).
Emil Elberling skriver i Nordisk Familjebok: "Stilen är torr och språket ovårdadt, men likväl är hans verk ett för sin tid mycket förtjänstfullt arbete, som vittnar om H:s flit; dock är det ej så kritiskt eller så noggrant, som numera kräfves. Adelsmannens uppfattning af förhållandena är starkt framträdande, men vid sidan däraf en lefvande fosterlandskärlek och rättsinthet."